# Hörstel
Hörstel település Németországban, azon belül Észak-Rajna-Vesztfália tartományban. Lakosainak száma 21 049 fő (2023. december 31.). Hörstel Emsdetten, Ibbenbüren, Saerbeck, Schapen, Spelle, Hopsten és Rheine községekkel határos.

## Népesség
A település népességének változása:
| Lakosok száma | 14 573 | 19 995 | 20 093 | 20 141 | 20 506 | 20 766 | 21 049 |
|               | 1975   | 2015   | 2017   | 2019   | 2021   | 2022   | 2023   |